# Forum shopping
Forum shopping är ett begrepp som används i internationella sammanhang för att beskriva att part försöker få talan väckt och prövad i för parten förmånligaste processland.
Partens avsikt är i allmänhet inte att få prövningen vid viss domstol som är bäst lämpad utan för att de lagvalsregler eller andra rättsregler som domstolen tillämpar är förmånligast för parten. Part kan också anhängiggöra sin talan samtidigt i skilda länder och på så sätt kanske få sin talan bifallen i något land. Detta förfarande är särskilt vanligt i asylärenden.
En förutsättning för forum shopping är att part har anknytning till flera jurisdiktioner inom ett land eller framförallt i flera olika länder.
Anknytningar kan vara medborgarskap, hemvist, uppehållsort, prorogationsavtal, plats för avtals upprättande eller plats för begånget brott. I insolvensförfaranden kan anknytningen även vara den plats där gäldenären har egendom.

## Etymologi
Från mitten av 1500-talet, plats för sammankomst i antikens Rom, från latinets forum marknadsplats, öppen yta, allmän plats, uppenbart besläktad med foris, foras, utomhus, utanför. Exakta innebörden samlingsplats för offentlig diskussion, är dokumenterat från 1680-talet. 

## Internationell rätt

### Asylrätt
Den så kallade Dublinkonventionen undertecknades i Dublin den 15 juni 1990 och trädde i kraft den 1 september 1990. Den ersattes av Dublinförordningen den 17 mars 2003.
Dublinförordningens syfte är att bestämma vilken medlemsstat som har ansvaret för att pröva en asylansökan, att fastställa rimliga tidsfrister för varje del av förfarandet för att avgöra vilken medlemsstat som bär ansvaret samt att motverka att asylförfarandena missbrukas genom att flera ansökningar lämnas in, så kallad ”asylshopping”. Principen om första asylland är inskriven i Dublinkonventionen och föreskriver att den som flyr från förföljelse ska söka asyl i det första europeiska land han/hon kommer till som kan erbjuda skydd förutsatt att landet tillhör den europeiska unionen (samt Norge, Schweiz och Island).
UNHCR och Europarådet har kritiserat Dublinförordningen, särskilt överförandet av asylsökande till Grekland, som enligt dem har en bristfällig hantering av asylsökande. Bland annat länder som Island, Nederländerna, Norge, Storbritannien, Sverige och Tyskland har upphört med att tills vidare skicka tillbaka asylsökande till Grekland.

### Insolvensrätt
Insolvensförordningen, som gäller för hela EU utom Danmark sedan 31 maj 2002, avser att stävja att gäldenär eller borgenär väljer jurisdiktion för att uppnå förmånligare rättslig ställning.

## USA
I USA kan forum shopping ske genom att välja federal domstol framför lokal domstol.
Om en domstol finner att en kärande anhängiggör talan i en olämplig domtol kan domstolen vägra att handlägga målet. Domstolen kan dock inte vägra om alternativdomstolen är högeligen (grossly) olämplig. Så var till exempel fallet då alternativdomstolen fanns på Kuba.
Forum shopping kan också avse val av delstat för att få förmånligare lagar. Exempelvis, i filmen Serving Sara får hustrun besked om skilsmässa via delgivningsman, för att den som först ansöker om skilsmässan kan välja delstat.

## Sverige
I Sverige gäller Dublinförordningen och insolvensförordningen. De interna forumreglerna återfinns i 10 kap rättegångsbalken. Om intern behörig domstol inte finns kan talan väckas vid Stockholms tingsrätt. Regeln i 10 kap 10 § RB att tvist om äganderätt, servitut och gruva ska tas upp av rätten i den ort där fastigheten ligger utgör ett direkt hinder för forum shopping.